# Retable d'Issenheim

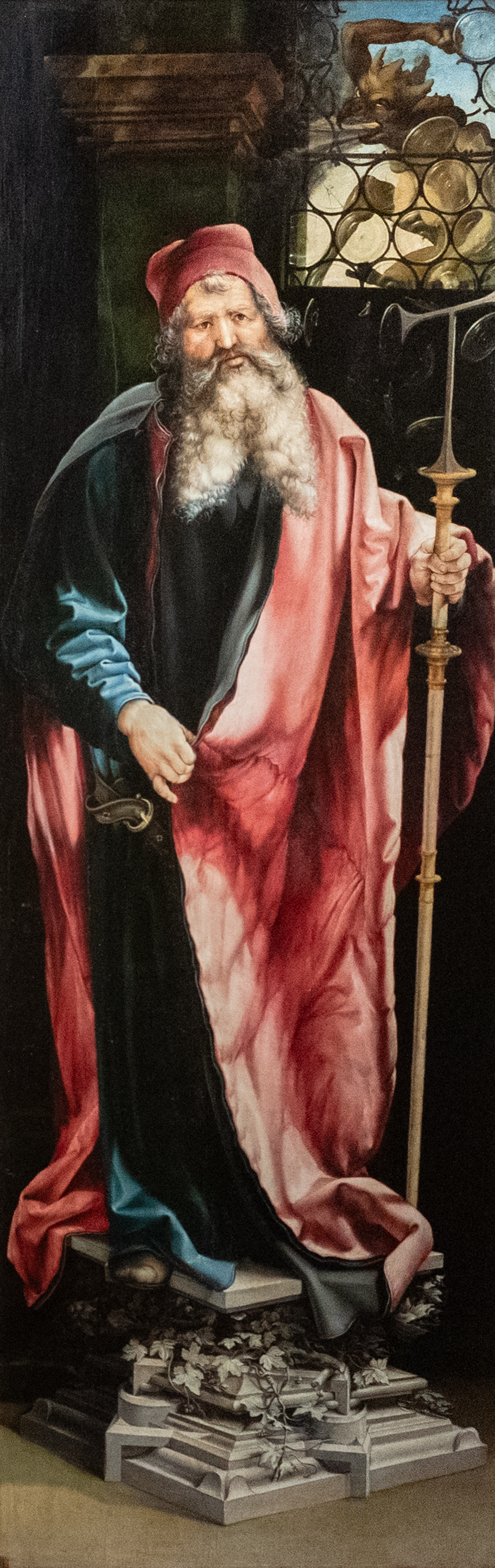
Le grand Saint Antoine, patron des Antonins, volet latéral du retable.

Le retable d’Issenheim (ou d’Isenheim), consacré à saint Antoine, provient du couvent des Antonins à Issenheim, au sud de Colmar, où il ornait le maître-autel de l’église de la préceptorerie. Il est l’œuvre de deux grands maîtres allemands du gothique tardif : le peintre Matthias Grünewald, dont il constitue le chef-d’œuvre, pour les panneaux peints (1512-1516) et Nicolas de Haguenau pour la partie sculptée antérieure (autour de 1490).
Le retable est constitué d’un ensemble de plusieurs panneaux peints qui s’articulent autour d’une caisse centrale composée de sculptures.
Ce polyptyque se trouve aujourd’hui à Colmar, au musée Unterlinden, dont il est la pièce maîtresse et qui lui doit sa renommée internationale. Il est exposé dans une ancienne église, aménagée pour le mettre particulièrement en valeur.
Le retable d’Issenheim comporte des scènes d’une intensité dramatique peu commune, et tout à fait exceptionnelle pour son époque. Le fantastique n’en est pas exclu — ce qui rapprocherait Grünewald de Jérôme Bosch — ni un maniérisme qui font de cet artiste un génie isolé et presque inclassable.
L'étonnante modernité de l'œuvre a fasciné de nombreux artistes français et étrangers, parmi lesquels le peintre japonais Itsuki Yanai (nl), qui a passé plus de vingt ans à copier le tableau original, ou Gérard Titus-Carmel qui a longtemps dialogué avec le retable à travers une série de tableaux intitulée « Suite Grünewald ».

## Histoire
Le retable est réalisé entre 1512 et 1516 pour la commanderie des Antonins d'Issenheim, d'où son nom. Il est démonté et entreposé à Colmar en 1793, lors de la Révolution française, au musée national (ancien collège royal des Jésuites) puis transféré, à son ouverture en 1853, au musée Unterlinden.
Lors de la Première Guerre mondiale, il est placé dans une salle blindée d'une banque puis transféré à Munich le 13 février 1917 pour restauration (l'Alsace est alors allemande). Il reprend sa place au musée en septembre 1919.
Lors de la Seconde Guerre mondiale, en 1939, il est caché au château de Lafarge (près de Limoges) puis au château de Hautefort en Périgord. À la suite de l'armistice en 1940, le retable est transféré au château du Haut-Koenigsbourg dans le plus grand secret. L'armée américaine le découvre en 1944 et, le 8 juillet 1945, le retourne à nouveau au musée, son emplacement actuel,.
Seul accident de son existence, en 1903, un panneau de Saint-Antoine tombe, ce qui occasionne une fente dans le bois.

## L’ordre des Antonins
L’ordre des Antonins fut formé progressivement au cours des XIIe-XIIIe siècles autour de reliques de saint Antoine rapportées de Constantinople à Saint-Antoine-en-Viennois (vers 1070), petit village du Dauphiné, situé entre Valence et Grenoble. Une fraternité laïque, d’hommes et de femmes, fut d’abord fondée vers 1095, pour soigner les pèlerins atteints du mal des ardents qui se pressaient en grand nombre pour vénérer les reliques. La réputation d’efficacité des soins de cette communauté attira de plus en plus de monde : en un siècle, elle dirigeait une centaine d’hôpitaux en dehors du Dauphiné, allant jusqu’en Espagne, Allemagne et Italie.
Les chroniqueurs médiévaux (tels Flodoard, Raoul Glaber, Adhémar de Chabannes, Sigebert de Gembloux, et Aymar Falco, chanoine antonin du début du XVIe et premier historien de l’ordre) donnèrent des descriptions concordantes du mal des ardents, cette peste de feu qui commençait par des maux de tête, des vertiges, des hallucinations et des tremblements et évoluait en provoquant des douleurs atroces dans les membres. Une gangrène sèche apparaissait au niveau des membres, du visage et des organes génitaux. Un « feu intérieur » consumait les corps et détachait les membres gangrenés après d'atroces sensations de brûlure. La gangrène des extrémités pouvait tuer les malades ou noircir les membres jusqu’à ce qu’ils tombent d’eux-mêmes au niveau des articulations. Ces symptômes étaient associés à des troubles psychiques, sous forme d’hallucinations, de délires et d’agitations extrêmes.
Le monastère des Antonins d’Issenheim était situé sur une ancienne voie romaine menant des pays germaniques, par Bâle, vers les lieux de pèlerinage traditionnels du Moyen Âge, Rome et Saint-Jacques-de-Compostelle : nombreux étaient les pèlerins et voyageurs qui y passaient. C’est pour son hôpital que fut commandé et réalisé le retable. Les malades y étaient amenés au début de leur prise en charge, et l’on espérait que saint Antoine pourrait intercéder pour obtenir un miracle en leur faveur, ou tout au moins qu’ils trouveraient réconfort et consolation par la contemplation des scènes qui y étaient représentées. Dans la représentation religieuse au Moyen Âge, les images de méditation sont de la « quasi-médecine ».

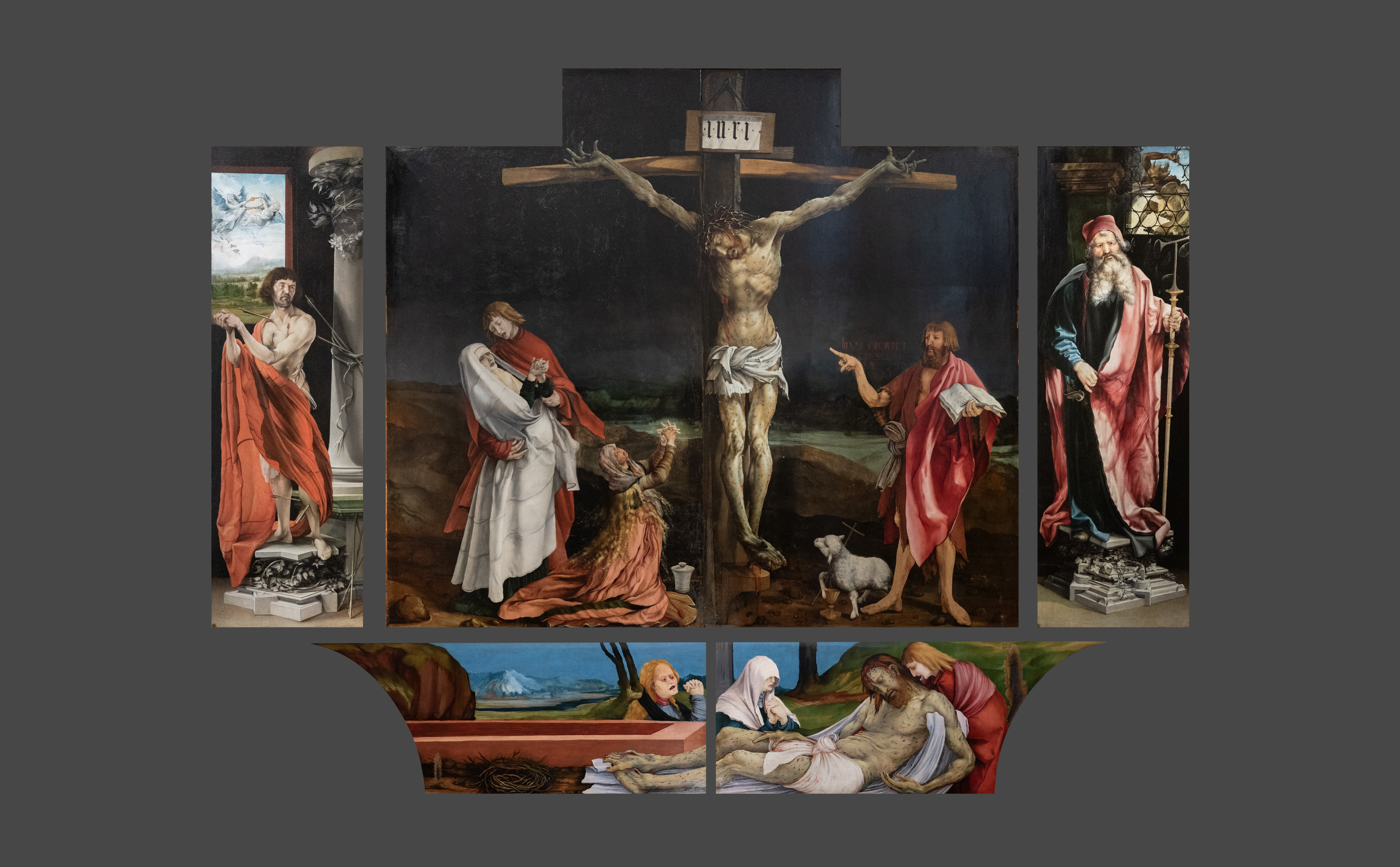
Configuration du retable fermé.

## L’œuvre dans toutes ses configurations

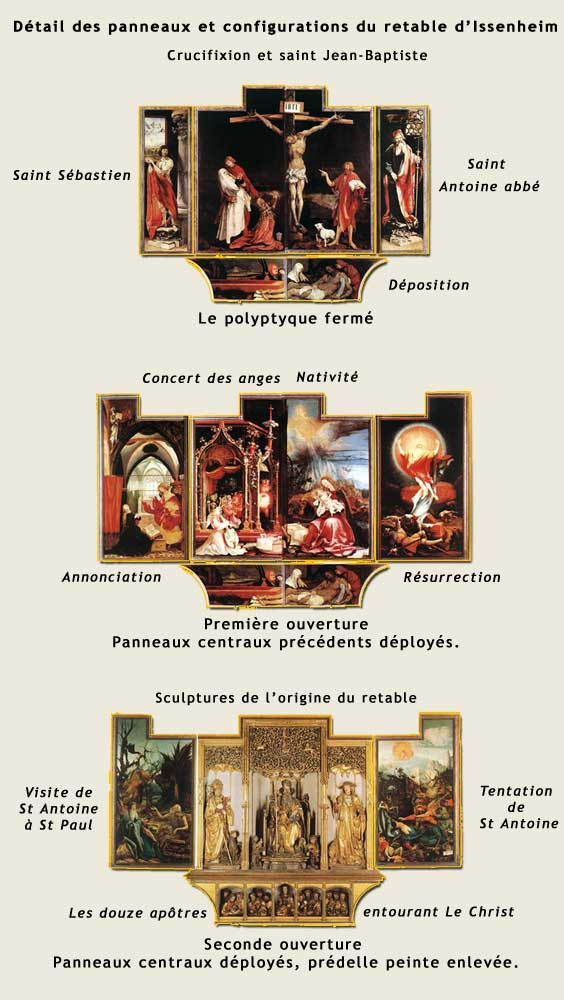
Détails des configurations.

Le retable d’Issenheim est un retable polyptyque germanique à double volets sur lequel les différents volets pouvant être ouverts pour illustrer les différentes périodes liturgiques durant le culte et lors des fêtes correspondantes. Il est conçu pour permettre trois présentations : les deux premières présentations (retable fermé et première ouverture), offrent la mise en image du salut opéré par l’Incarnation, le Sacrifice et la Résurrection du Christ, représentations correspondant à un triptyque susceptible d’orner n’importe quelle église.
Le retable fermé, qui était visible durant la plus grande partie de l’année, montre une Crucifixion, traitée comme une seule scène non compartimentée. La prédelle présente une Déploration sur le corps du Christ alors que les volets représentent saint Sébastien à gauche et saint Antoine à droite.
La première ouverture, réservée aux grandes fêtes (Noël, Épiphanie, Pâques, Ascension, Pentecôte, Trinité, Fête-Dieu, fêtes mariales), donne à voir le déroulement du plan du salut à travers l’Annonciation, l’Incarnation et la Résurrection.
La deuxième ouverture, sculptée et peinte, elle, est conçue spécifiquement pour un établissement Antonin : au centre de la caisse figure saint Antoine encadré de saint Augustin – les Antonins suivaient la règle augustinienne – et saint Jérôme, rédacteur de la Vie de saint Paul l'Ermite, dans laquelle est narré l’épisode de la visite rendue à ce dernier par saint Antoine (volet gauche). Dans la prédelle apparaît le Christ entouré des douze apôtres. Cette configuration atteste donc de la volonté de disposer de deux retables en un seul, afin de répondre aux besoins spécifiques de la préceptorie d’Issenheim.

## Le retable fermé
La Crucifixion :

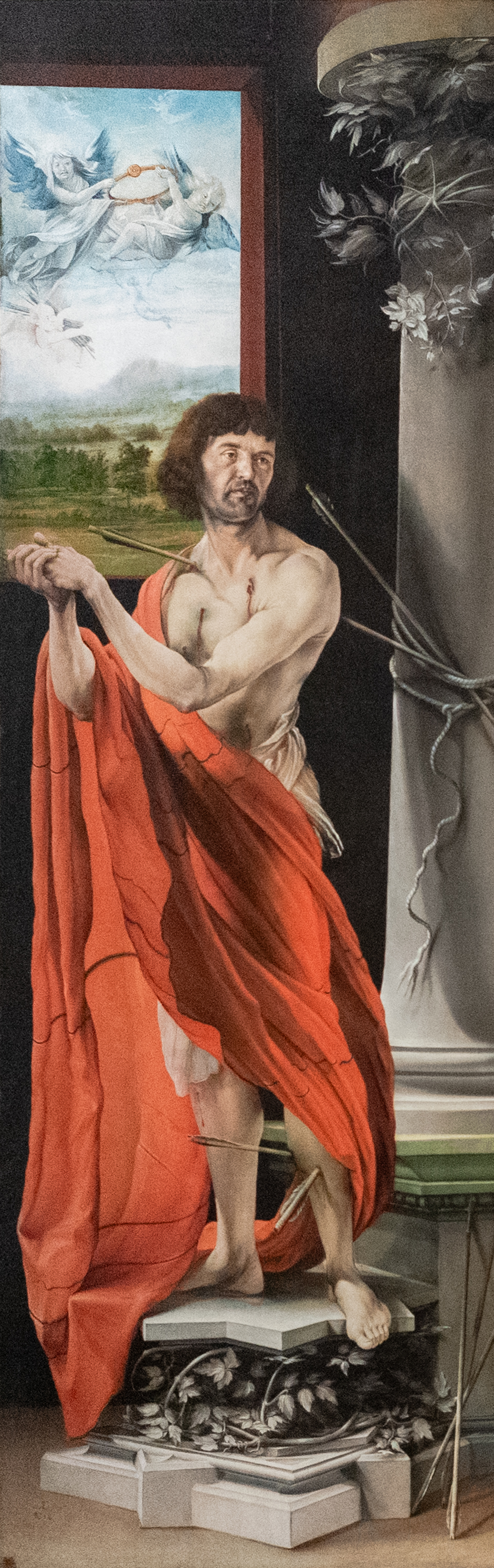
Saint Sébastien.

(Saint Sébastien, Crucifixion, Saint Antoine, Déploration sur le corps du Christ)
Cette présentation était celle des jours ordinaires. Les deux volets encadrant la Crucifixion comportent les représentations de saint Sébastien et de saint Antoine juchés sur des socles tels des statues. Mais, si leurs supports et la colonne de saint Sébastien sont traités en grisaille, les figures, elles traitées en couleurs, paraissent vivantes. La présence de ces deux saints dans la configuration quotidienne du retable permettait aux fidèles de leur demander la protection ou l’intercession sans que le retable fût ouvert. Les deux saints reflètent par ailleurs deux conceptions opposées de la figure humaine : saint Antoine, portant la crosse en forme de tau, son principal attribut, appartient encore au monde gothique, tandis que saint Sébastien, par ses proportions et son rapport au paysage, renvoie à l’art italien.
Panneau central : cette Crucifixion est l’une des représentations du Calvaire les plus poignantes[réf. nécessaire] de l’art occidental. L’image du crucifié couvert de plaies devait terrifier les malades, mais aussi les conforter dans leur communion avec le Sauveur dont ils partageaient les souffrances. À la droite du Christ, Marie est soutenue par Jean l’évangéliste. À sa gauche, saint Jean-Baptiste est accompagné de l’agneau, symbolisant le Christ sacrifié. La présence de Jean-Baptiste est anachronique (principe de la Conversation sacrée), en effet, décapité sur les ordres d’Hérode en l’an 29, il ne peut être témoin de la mort du Christ. Sa place est ici symbolique : considéré comme le dernier des prophètes pour avoir annoncé la venue du Messie, saint Jean-Baptiste est le pendant de sainte Marie-Madeleine, représentée au pied de la croix. La jeune femme a été le premier témoin oculaire de la Résurrection, étape définitive du rachat opéré par l’Incarnation : le matin de la Résurrection, elle s’était rendue au tombeau pour embaumer le corps du Christ. Cette onction doit être mise en parallèle avec le baptême du Christ par saint Jean-Baptiste.

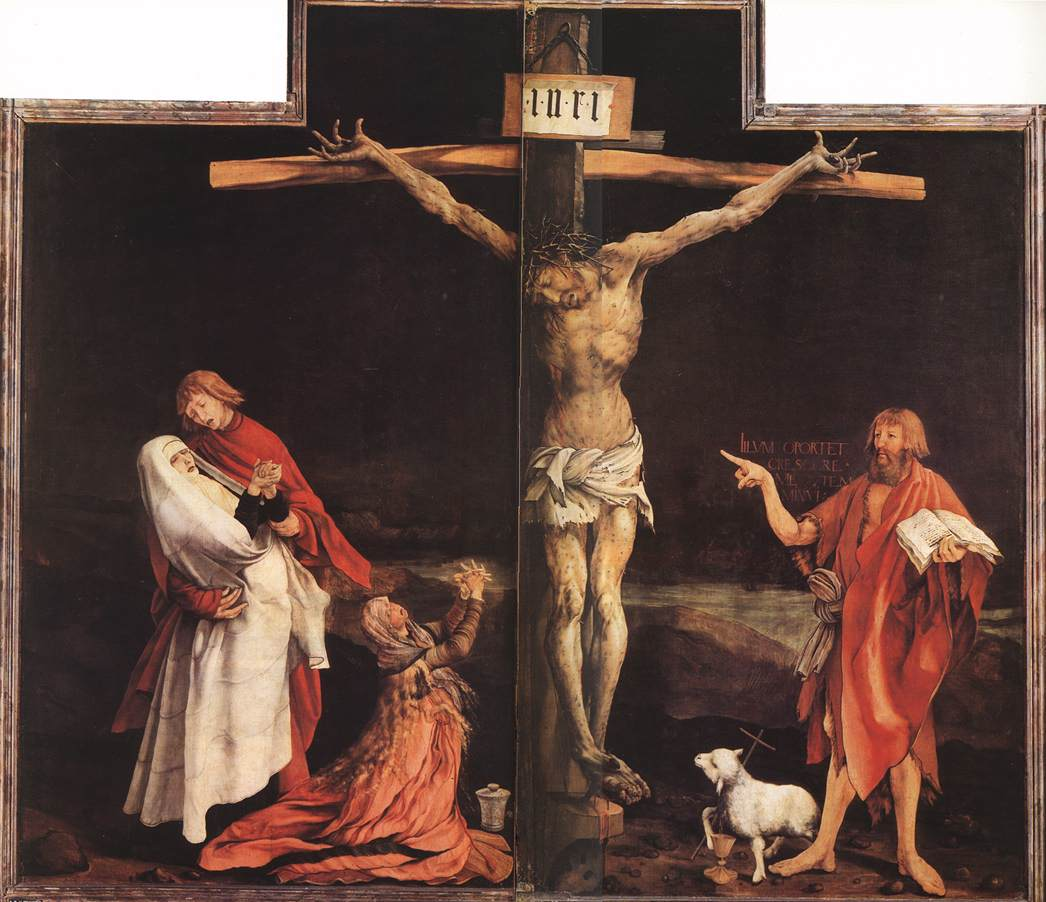
La Crucifixion.

Prédelle : on y retrouve Marie-Madeleine, au visage déformé par la douleur. La Déploration sur le corps du Christ a été considérée comme le dernier panneau peint par Matthias Grünewald pour le retable.

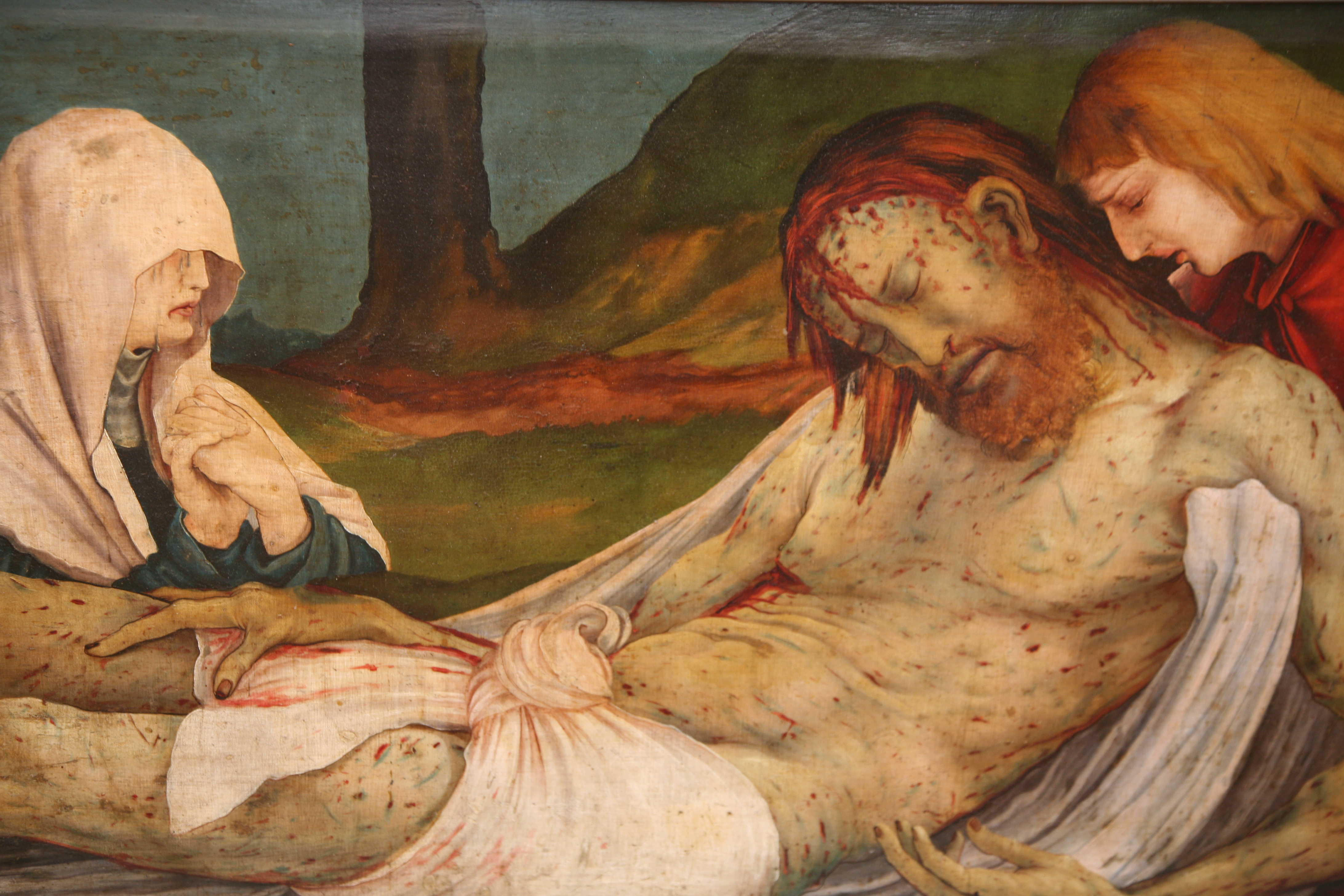
Prédelle. Déploration sur le corps du Christ.

## Première ouverture
L’Accomplissement de la nouvelle loi :
(Annonciation, Concert des Anges, La Vierge à l’enfant, Résurrection, Le Christ et les Apôtres.)

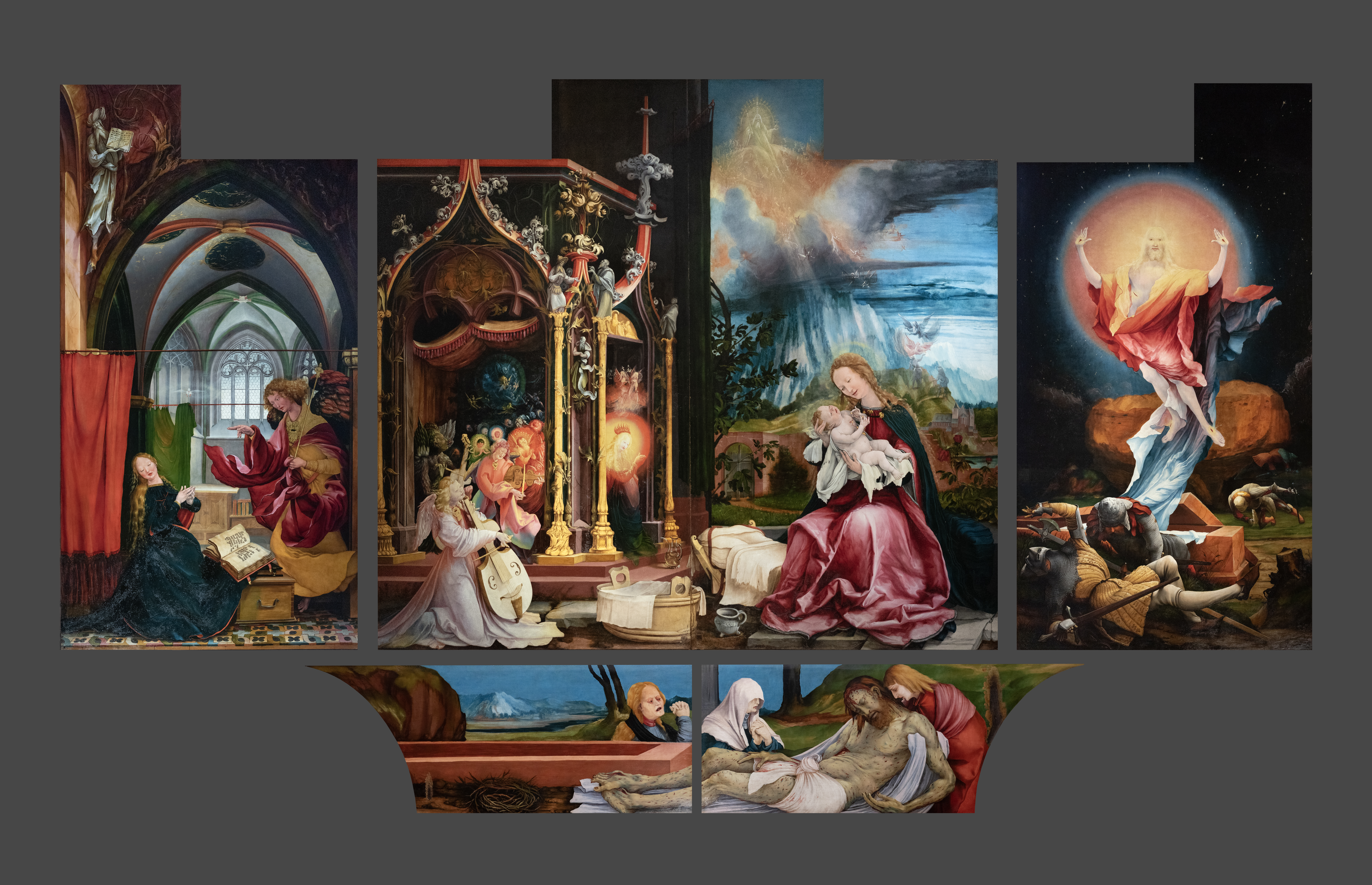

Volet gauche : contrairement à la formule très répandue dans la peinture flamande et germanique des XVe et XVIe siècles, Grünewald et/ou le commanditaire n’ont pas choisi de représenter l’épisode de l’Annonciation dans un intérieur, et en particulier dans la chambre à coucher de Marie. L’épisode se déroule ici dans un espace ecclésial, parti pris permettant de sacraliser l’évènement. Le moment où l’archange Gabriel vient annoncer à Marie qu’elle a été choisie par Dieu est aussi celui de l’Incarnation. Ainsi se réalise la prophétie d’Isaïe, personnage indirectement présent dans la scène, au travers de sa représentation en grisaille telle une sculpture décorative dans le décor végétal qui orne la voûte de la chapelle.

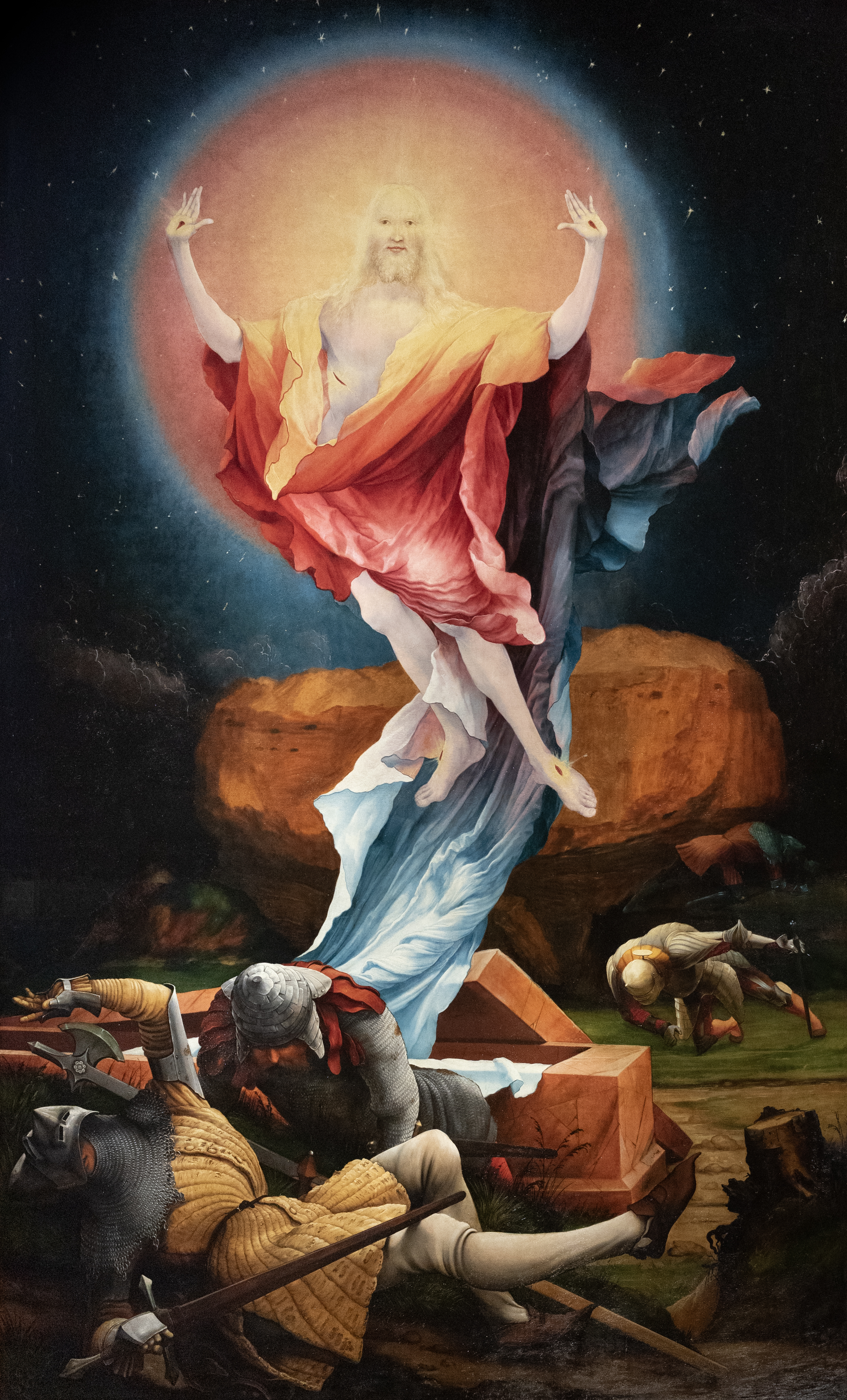
Volet droit. Resurrection.

Panneau central : l’absence de moulure médiane d’encadrement à l’endroit où se rejoignent les deux panneaux fermant la caisse crée l’illusion d’un panneau central unifié (continuité spatiale des nouveaux polyptyques), bien que la composition soit bipartie. D’une part, le Concert des Anges, de l’autre, la Vierge et l’Enfant, séparés par un grand rideau vert sombre. Ce panneau est la partie du retable qui a suscité le plus de commentaires. L’ensemble de la composition est avant tout un hommage à Marie, dont les anges chantent les louanges et qui s’offre aux fidèles sous plusieurs aspects. Agenouillée sous le baldaquin du Concert des Anges, elle est l’Immaculée Conception mais aussi la Vierge au Temple, avant son mariage. Dans le panneau droit, elle est la Mère du Fils de Dieu qui s’est fait homme. Marie sera enfin la Vierge couronnée par les Anges, accomplissement suggéré à nouveau dans le Concert des Anges par deux anges portant sceptre et couronne au-dessus de la Vierge agenouillée.
Volet droit : cette Résurrection rompt avec les représentations traditionnelles de l’épisode où le Christ est montré tantôt enjambant le tombeau, tantôt se tenant à proximité du sarcophage ou sur son couvercle. Ici, le Christ vivant s’élève dans le ciel : Résurrection et Ascension sont résumées en une image.

## Deuxième ouverture
Le cœur du retable consacré à saint Antoine :
Visite de saint Antoine à saint Paul ermite, Saint Augustin et Guy Guers, Saint Antoine, Les Porteurs d’offrande, Saint Jérôme, L’Agression de saint Antoine par les démons, Le Christ et les apôtres.

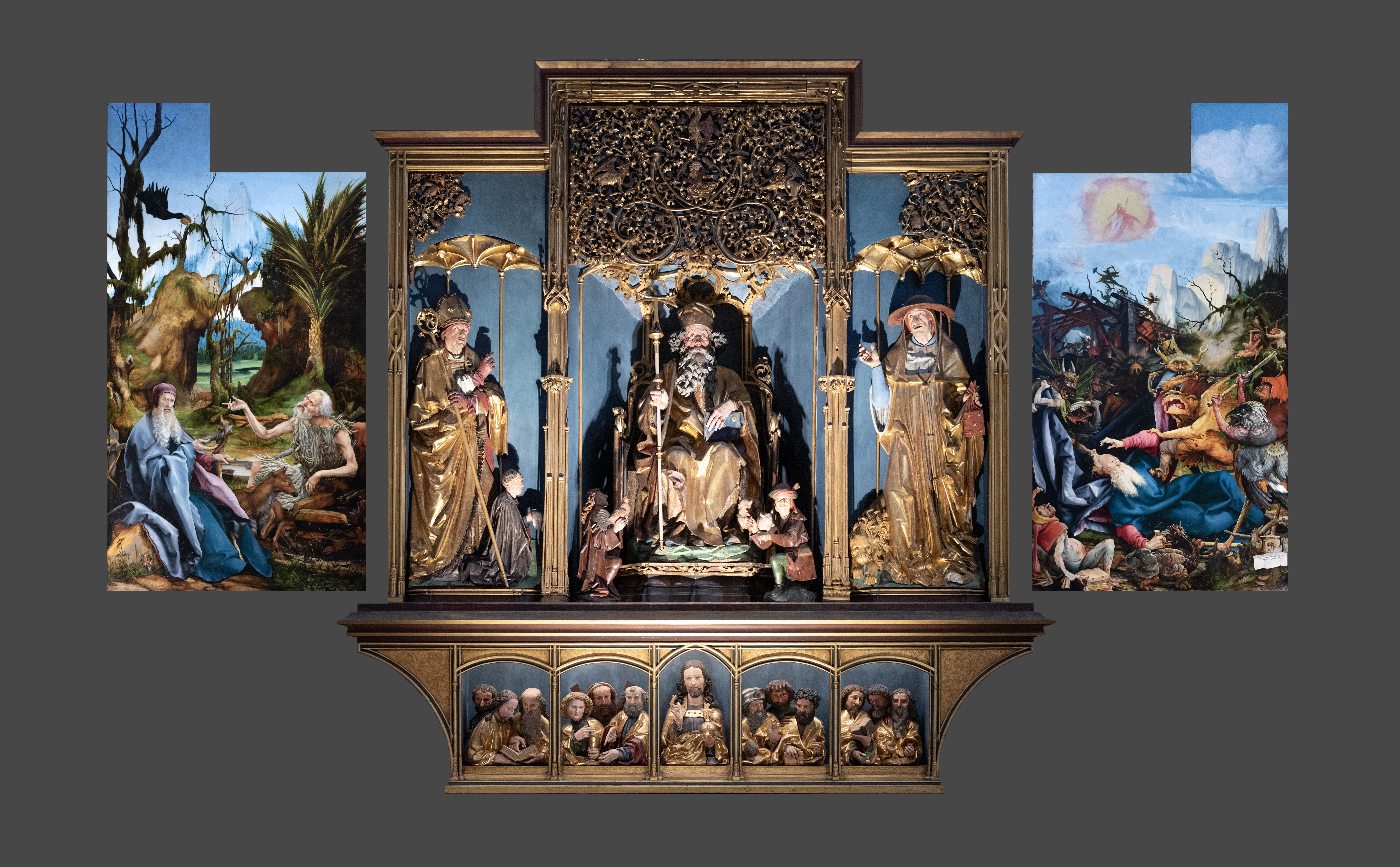

Le retable ouvert permettait aux pèlerins et malades de vénérer saint Antoine, protecteur et guérisseur du feu de Saint-Antoine ou mal des ardents (maladie récurrente au Moyen Âge en période de disette, causée par l’ergot du seigle, parasite de la céréale).
Antoine trône au centre de la caisse, à ses côtés se tient l’emblème de la communauté, le cochon reçu en aumône. De part et d’autre, deux porteurs d’offrandes illustrent ces dons en nature, importante source de revenus pour les Antonins. Cette niche centrale est encadrée par saint Augustin et saint Jérôme, les deux pères de l’Église se tournant vers saint Antoine.

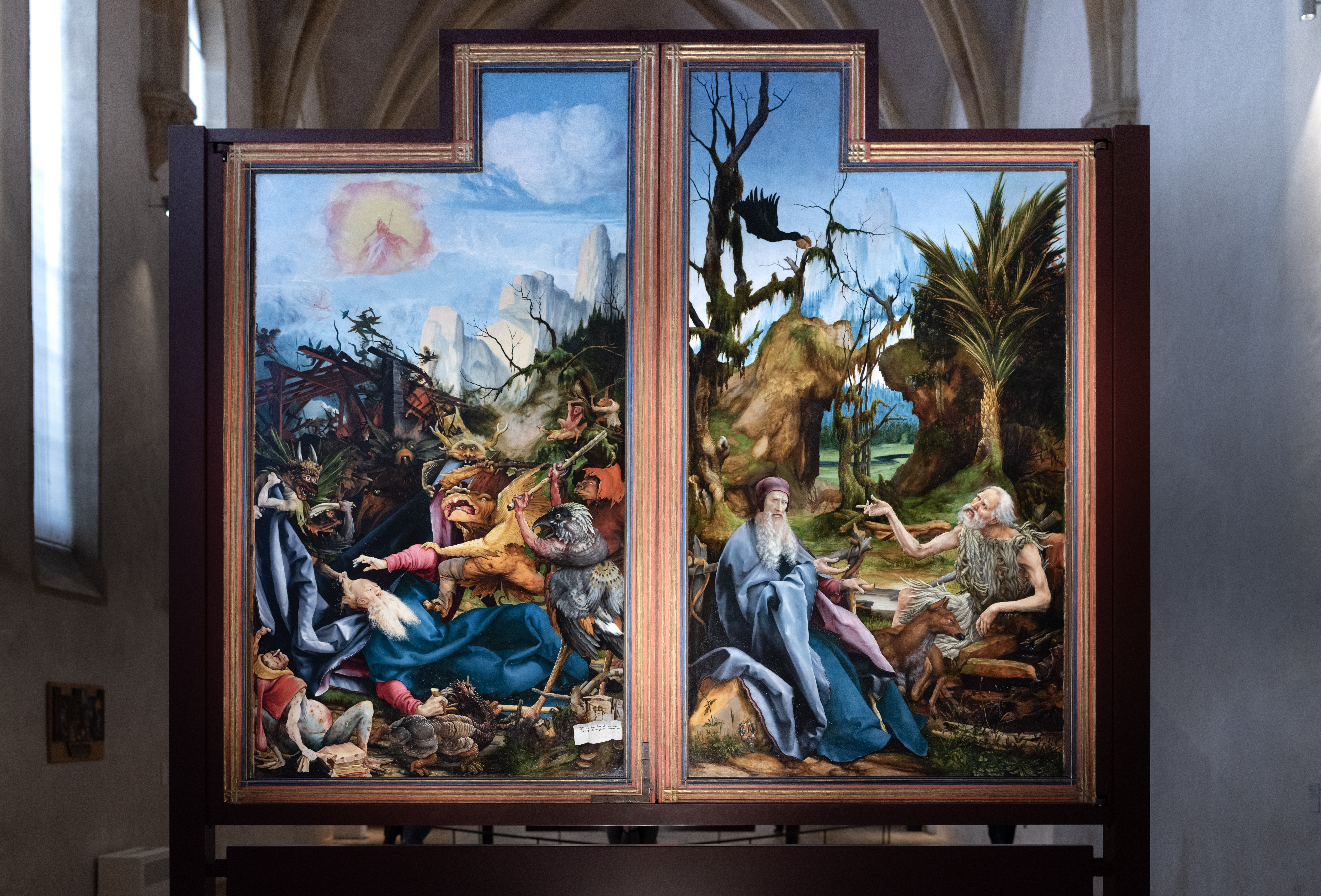

Le commanditaire, Guy Guers, est agenouillé aux pieds de saint Augustin.
Le volet peint gauche représente la Visite de saint Antoine à saint Paul ermite, racontée dans la Vie de Paul de Thèbes écrite par saint Jérôme et reprise par Jacques de Voragine dans La Légende dorée. Grünewald a créé un paysage fantastique en opposition avec le calme et la sérénité de la rencontre.
Le second panneau trouve sa source dans le texte de saint Athanase relatant la vie de saint Antoine. L’épisode illustre l’agression de saint Antoine par des monstres envoyés par Satan. Dieu, appelé au secours par Antoine, intervient pour combattre le mal. Dans le coin inférieur gauche, l’être aux pieds palmés, au ventre gonflé et à l'extrémité des membres rongés, semble personnifier la maladie causé par l’ergot du seigle, qui se manifestait par des inflammations et des développements ulcéreux.
Une autre interprétation y voit fidèlement notés les signes de la syphilis, et peut-être de la peste, la tête rejetée en arrière et l'attitude convulsée pouvant indiquer une crise d'épilepsie. À l'appui de ces dernières interprétation, on peut noter que sont également représentés dans le retable saint Sébastien, protecteur contre la peste, et de saint Jean-Baptiste, protecteur des épileptiques.
Les sculptures :
Les bustes sculptés du Christ et des apôtres en prédelle, sans lien avec saint Antoine, assurent la transition avec les autres panneaux du retable. Le bois utilisé par Nicolas de Haguenau est le tilleul et daterait de la fin des années 1480.

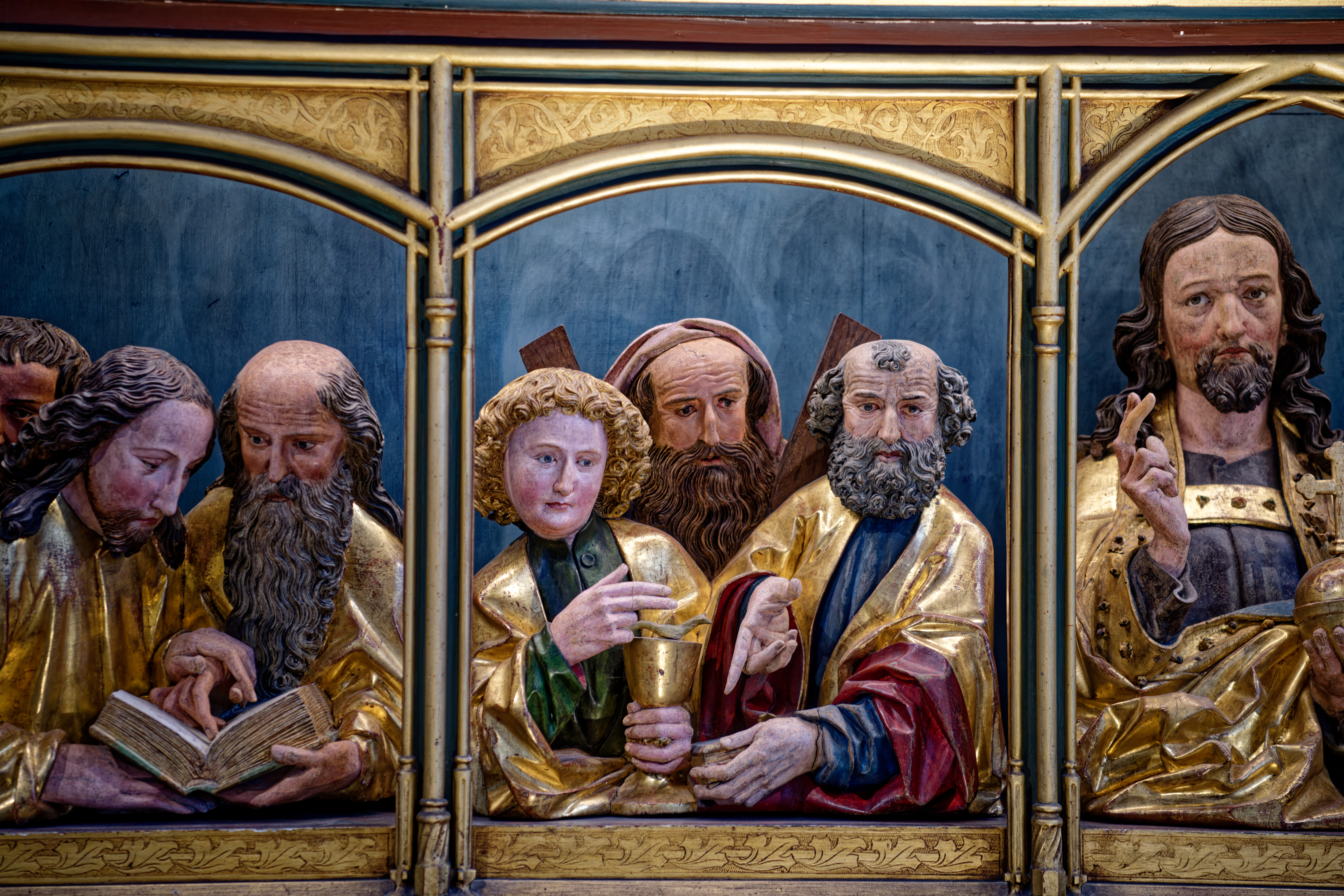
Les sculptures.

## Détails de la Crucifixion

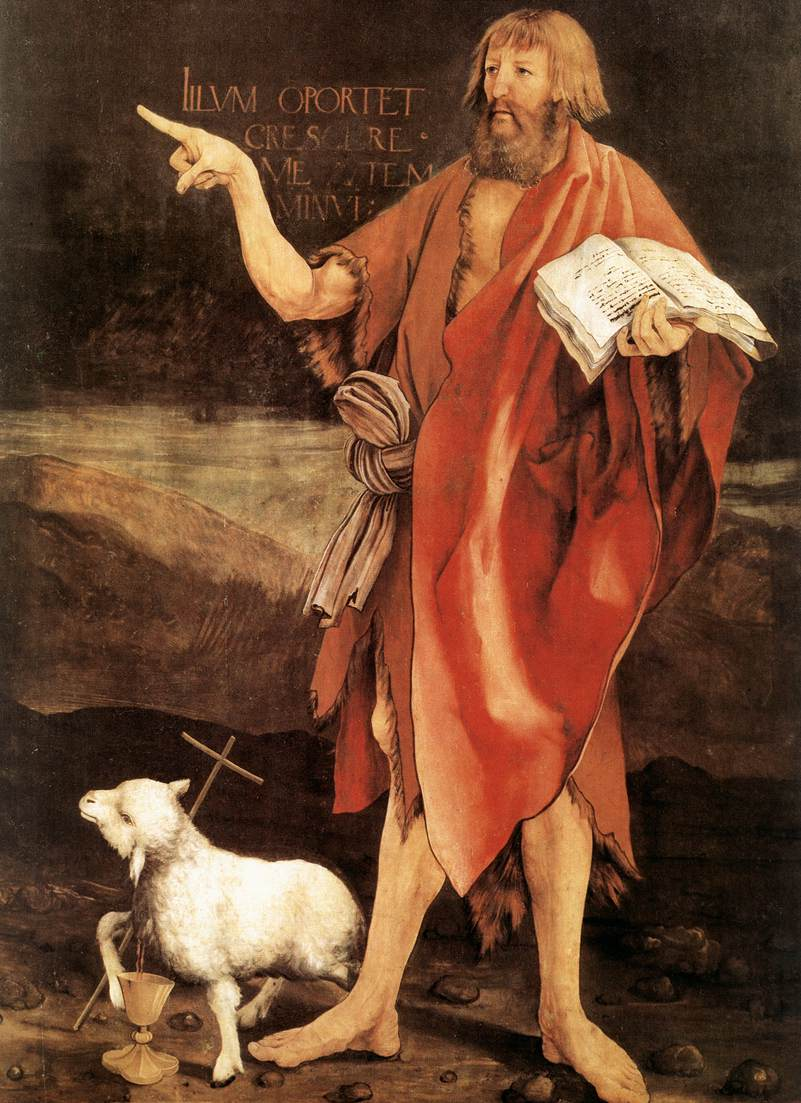
Le panneau central du retable fermé.

Au centre, le corps du Christ, peint en Christus dolens, semble suffoquer les bras tendus à l'extrême, les lèvres bleuies, les pieds distordus par le clou. On distingue les traces des stigmates, les traces de sa flagellation (par le buisson épineux plantées dans sa chair).
L'arrière-plan est sombre (bleu-gris à l'origine, noir-vert à cause du vieillissement). Ce fond contraste avec les décors narratifs peints à l'époque.
À gauche, saint Jean, debout, tient dans ses bras la Vierge en pâmoison. Le drap blanc qu'elle porte évoque le prochain linceul du défunt.
Marie-Madeleine, à genoux, est en supplication les mains croisées. À ses pieds se trouve le pot de nard, un de ses attributs.
À droite, Jean-Baptiste habillé d'une peau de chameau, accompagné de l'agneau, de son roseau croisé, est présent par le principe de la Conversation sacrée, qui rassemble personnages contemporains, disparus ou anachroniques. Il pointe le doigt vers le Christ et tient un livre de l'autre main.
L'agneau, dont le sang coule dans un calice, sert à laver le péché originel et représente l'image du sacrifice.

## Problème de la datation
La préceptorerie d’Issenheim avait déjà un retable, dit Retable d'Orlier, dont deux panneaux, peints par Martin Schongauer vers 1470-1475, ont été conservés. On y voit notamment saint Antoine présentant Jean d'Orlier, précepteur d'Issenheim entre 1463 et 1490 et commanditaire de l’œuvre. Par le passé, on pensait que le même personnage avait pu commander les sculptures du Retable d'Issenheim à Nicolas de Haguenau vers 1485.
Selon l’historien de l'art Zierman, le Retable d'Issenheim aurait été commandé parce que le Retable d'Orlier aurait été jugé démodé.
On ne sait pas à quel moment précis Grünewald reçut la commande de cette œuvre et, du fait du manque de documents, on n’arrivera probablement jamais à clarifier cette date. La raison pour laquelle c’est justement Grünewald qui reçut la commande du retable pour ce cloître situé au pied des Vosges reste également une énigme. Une première hypothèse est que la commande originale concernait la partie sculptée, effectuée vers 1490, Grünewald n’intervenant que 12 à 15 ans plus tard. Une autre, aujourd'hui généralement retenue, est qu’il s’agit d’une commande en bloc de Guy Guers (ou Guido Guersi, successeur de Jean d'Orlier) vers 1510 et que le retable a été réalisé dans son intégralité entre 1512 et 1516.

## Postérité
Le retable d'Issenheim a bénéficié d’une constante renommée entre le XVIe siècle et le XVIIIe siècle, ne cessant pas d’attirer les visiteurs vers l’église pour laquelle il fut réalisé.
Comme beaucoup de retables de la fin du Moyen Âge et de la Renaissance, le polyptyque est devenu un objet de musée lors de la Révolution française. Transféré à Colmar, il fut présenté en pièces détachées dans le nouveau « Musée national » installé dans la bibliothèque de l’ancien collège des jésuites. Les panneaux peints du retable étaient à cette époque généralement attribués à Dürer bien que l’identité de son véritable auteur, Mathis d’Aschaffenbourg, par la suite surnommé Grünewald, ne soit pas complètement tombée dans l’oubli et, dès la seconde moitié du XIXe siècle, ce nom fut à nouveau évoqué pour l’attribution des panneaux peints du retable d'Issenheim.
En 1852, les volets peints et les sculptures furent installés dans l’église de l’ancien couvent des Dominicaines d’Unterlinden dans la perspective de l’ouverture, en 1853, d’un musée en ces lieux. L’œuvre continue de fasciner et de questionner. En 2006, un colloque international s’est tenu à Colmar en s’appuyant sur les travaux menés pendant deux ans par le Centre de recherche et de restauration des musées de France. Ce colloque, suivi de grandes expositions consacrées à Grünewald et au retable d’Issenheim (musée Unterlinden de Colmar, Kunsthalle de Karlsruhe, Kupferstichkabinett de Berlin, 2007-2008), ont contribué à étayer les connaissances relatives à l’œuvre : de nouvelles hypothèses sur la genèse du retable ont été posées et de nouveaux rapprochements stylistiques ont été évoqués, notamment entre Grünewald et Léonard de Vinci.
Le retable fait partie des « 105 œuvres décisives de la peinture occidentale » constituant le musée imaginaire de Michel Butor.
En 2022, après une campagne de restauration complète de l’ensemble, il est visible au musée Unterlinden de Colmar.

## Inspirations

### Dans la musique
Le compositeur allemand Paul Hindemith composa son opéra Mathis le peintre, puis une symphonie, en référence à Mathias Grünewald et particulièrement sur le panneau de la Tentation de saint Antoine.
Le compositeur germano-américain Werner Josten composa un concerto en s'inspirant du retable.
Le compositeur britannique Jonathan Harvey, dans son œuvre « Death of Light, Light of Death », décrit tour à tour chacun des cinq personnages de la Crucifixion. L’œuvre fut créée par les solistes de l’Ensemble intercontemporain en 1998, au musée de Colmar, devant le retable.

### Cinéma et télévision
Dans le téléfilm de 2018 Meurtres à Colmar, avec Pierre Arditi, le tableau est au centre de l'histoire.

#### Ouvrages
- Michael et Inka Schubert, Le retable d'Issenheim, Histoire – Interprétation – Arrière-plans. SchneiderEditionen, Stuttgart 2022
- Joris-Karl Huysmans, Le Retable d'Issenheim, Paris, 1951
- Lucien Sittler, Le Retable d'Issenheim : de maître mathis (dit Mathias Grunewald), Éditeur S.l., Alsatia, Colmar, 1957
- Christian Heck, Conservateur honoraire du Musée d’Unterlinden, Grünewald et le retable d’Issenheim, Ingersheim, Editions S.A.E.P., 3e trimestre 1982, 64 p.Photos A. Thiébaut / S.A.E.P.
- Margherita Guidacci, Le Retable d'Issenheim, Arfuyen, 1987
- Pantxika Béguerie, Le Retable d'Issenheim, Musée Unterlinden, Colmar, Kaléidoscope d'Alsace, Colmar, 1991  (ISBN 2716502994 et 9782716502993)
- Rina Sestito Arce, « Le Retable d'Issenheim, grimoire alchimique pour Compostelle », Éditeur St Honoré, Paris, 2019

#### Articles
- Bruno Calvès, « Grünewald et le retable d'Isenheim : regards nouveaux sur un chef-d'œuvre », Historiens & géographes, no 410,‎ avril-mai 2010, p. 65-71
- Benoît Delcourte, « La restauration du retable d’Issenheim : un projet global », dans Actes du colloque organisé à l’occasion des 20 ans du C2RMF

### Documentaire vidéo
- Palettes, documentaire vidéo : Le Retable des Ardents, 32 min, 1999.